# Juan Gundlach
Johannes Christoph Gundlach (Marburg, 17 de julho de 1810 — Havana, 14 de março de 1896), também referido por Juan Cristóbal Gundlach, foi um naturalista e taxonomista cubano de origem alemã.

## Biografia
Gundlach formou-se na Universidade de Marburg, onde O seu pai foi professor de física, obtendo o grau de Doutor em Filosofia em 1837.
Em 1839, deixou a Europa para fazer uma viagem de exploração biológica e de colecção de espécimes na ilha de Cuba, onde acabou por se radicar e viveu até falecer. Em 1868, durante uma curta viagem a Porto Rico, a pedido dos padres jesuítas que ali missionavam para dar assistência na criação de uma coleção zoológica, encontrou-se com o botânico Tomás Blanco, com quem estabeleceu colaboração. Nessa mesma altura, quando as atividades revolucionárias que levaram à guerra da independência cubana e à Guerra Hispano-Americana estavam começar em Cuba e também em Porto Rico, encontrou-se com o naturalista Agustín Stahl, defensor da independência porto-riquenha, com quem também colaborou.
Um amigo de Carl Wilhelm Leopold Krug, que servia como vice-cônsul alemão em Mayagüez, Porto Rico, e que pagou por algumas das viagens de Gundlach, permitiu que em 1873 voltasse a visitar Porto Rico, deixando Havana em 4 de junho de 1873 a bordo dp navio Manuela, chegando a Mayagüez a 13 de junho, permanecendo em Porto Rico por aproximadamente seis meses. Durante essa viagem, Gundlach contribuiu para a fundação do Instituto Civil de Ensino Secundário (ou Instituto Civil de Segunda Enseñanza). Este instituto foi encerrado vários meses depois, em conformidade com a política do governo espanhol, expressa aos bispos de Santiago de Cuba e de San Juan, de limitar as oportunidades de ensino superior, tanto em Cuba como em Porto Rico. Posteriormente, viajou de Havana para a costa oeste de Porto Rico a bordo do Marsella em setembro de 1875. Nessa viagem permaneceu em Porto Rico por aproximadamente um ano, durante o qual mudou o seu nome de Johannes Christoph para o seu equivalente espanhol Juan Cristóbal.
Publicou a primeira grande obra sobre as aves de Cuba, intitulada Ornitología Cubana, e tem o seu nome está registrado nos nomes científicos de mais de 60 espécies. Após a sua morte em 1896, as suas coleções passaram para os cuidados do Museo Poey, em Havana, instituição criada em homenagem ao intelectual cubano Felipe Poey y Aloy (1799-1891).
Em 1986, no 90.º aniversário da sua norte, Cuba emitiu uma série de selos postais comemorando Gundlach.
As suas visitas a Porto Rico foram consideradas tão importantes para o desenvolvimento do estudo das ciências naturais em Porto Rico que Gundlach é considerado «o pai das ciências naturais em Porto Rico» e seu retrato, pintado por Andrés Garcés, está exposto na Escola de Ciências Naturais do campus da Universidade de Porto Rico em Río Piedras. Para homenageá-lo, o botânico Agustín Stahl nomeou uma espécie da árvore em sua homenagem como Clusia gundlachi. A Academia de Artes e Ciências de Porto Rico, em 26 de junho de 2008, concedeu reconhecimentos que levam o nome de Gundlach a 25 cientistas proeminentes em Porto Rico.
Também publicou obras sobre herpetologia (Contribucion á la Erpetologia Cubana, 1880) e sobre entomologia (Contribucion á la entomologia Cubana, emn 4 volumes, 1881–1884).
Entre outros, os seguintes binomes homenageiam Juan Gundlach tomando o seu nome como epónimo:
- Accipiter gundlachii – uma ave de rapina
- Bufo gundlachi – um sapo das Caraíbas[4]
- Eleutherodactylus gundlachi – uma rã[4]
- Chordeiles gundlachii - uma ave nocturna
- Cazierus gundlachii – um escorpião de Cuba
- Dendroica petechia gundlachi – uma ave das Caraíbas
- Palinurellus gundlachi – uma lagosta das Caraíbas
- Vireo gundlachii – uma ave endémica em Cuba
- Gundlachia – um género de caracóis terrestres
- Gundlachia – um género de plantas com flor
- Nephronaias gundlachii – um caracol terrestre
- Anolis gundlachi – um lagarto do Puerto Rico[5]
- Anolis juangundlachi – um lagarto cubano[5]
- Clusia gundlachi – uma liana endémica do Puerto Rico
- Unio gundlachi – um bivalve de água doce
- Strumigenys gundlachi – uma formiga Neotropical da subfamília Myrmicinae
- Camponotus gundlachi – uma formiga carpinteira
- Temnothorax gundlachi – uma formiga
- Acmaeodera gundlachi – um escaravelho da família Buprestidae
- Neolema gundlachiana – um escaravelho das folhas
- Lasioglossum (Dialictus) gundlachii – abelha da família Halictidae
- Parides gundlachianus – borboleta da família Papilionidae

## Links
- Obras de ou sobre Juan Gundlach no Internet Archive
- Plants named for Gundlach at IPNI
- Vilaro, Juan, Sketch of John Gundlach, Popular Science vol 50, no 42, March 1897 (Google Books)